# 克伊內尼鄉
45°30′00″N 24°18′00″E / 45.5000°N 24.3000°E
克伊內尼鄉（羅馬尼亞語：Comuna Câineni, Vâlcea），是羅馬尼亞的鄉份，位於該國西南部，由沃爾恰縣負責管轄，面積255平方公里，海拔高度459米，2002年人口2,502，人口密度每平方公里10人。